# Pama
Pama (kroatisch Bijelo Selo ‚Weißes Dorf‘; ungarisch Lajtakörtvélyes, Körtvélyes) ist eine Gemeinde mit 1284 Einwohnern (Stand 1. Jänner 2025) im Bezirk Neusiedl am See im Burgenland in Österreich. Die Gemeinde gehört zum Siedlungsgebiet der Burgenlandkroaten.

## Geografie
Pama grenzt an Kittsee im Norden, Gattendorf und Zurndorf im Süden, an Deutsch Jahrndorf im Südosten sowie an Niederösterreich im Westen und die Slowakei im Osten.
Das nicht besiedelte Gebiet wird landwirtschaftlich genutzt, Wälder sind kaum vorhanden. Ein Teil des Gemeindegebiets wurde zum Trappenschutzgebiet erklärt.
Nachbargemeinden:
|                     | Kittsee                                     |                   |
| Prellenkirchen (BL) | Kompassrose, die auf Nachbargemeinden zeigt | Slowakei          |
| Gattendorf          | Zurndorf                                    | Deutsch Jahrndorf |

## Geschichte
Nach den Türkenkriegen wurde die stark dezimierte Bevölkerung (Pama war „halbwüst“ geworden) durch den Zuzug kroatischsprachiger Bevölkerung ergänzt. Ein Großteil der Gottesdienste wird hauptsächlich in kroatischer Sprache abgehalten.
Der Ort gehörte wie das gesamte Burgenland bis 1920/21 zu Ungarn (Deutsch-Westungarn). Seit 1898 musste aufgrund der Magyarisierungspolitik der Regierung in Budapest der ungarische Ortsname Mosonkörtvélyes verwendet werden. Nach Ende des Ersten Weltkriegs wurde nach Deutsch-Westungarn in den Verträgen von St. Germain und Trianon 1919 Österreich zugesprochen. Der Ort gehört seit 1921 zum neu gegründeten Bundesland Burgenland.
In Pama lebten, wie auch in der zu den sieben jüdischen Gemeinden im Burgenland gehörenden Nachbarortschaft Kittsee, vor dem Zweiten Weltkrieg jüdische Familien. Nach dem „Anschluss“ Österreichs an das nationalsozialistische Deutsche Reich wurden am 16. April 1938 die in Kittsee und Pama wohnhaften Juden aus ihren Häusern vertrieben und auf einer einsamen Insel auf der Donau ausgesetzt.
Ab 1934 gab es in Pama außerdem ein Hachschara-Lager.
In neuerer Zeit befand sich aufgrund der exponierten Lage an der Schengen-Ostgrenze in Pama ein Bundesheer-Zugsgefechtstand für den Assistenzeinsatz Grenzraumüberwachung zur Überwachung der Grenzen.

### Bevölkerungsentwicklung
| Pama: Einwohnerzahlen von 1869 bis 2025             | Pama: Einwohnerzahlen von 1869 bis 2025 | Pama: Einwohnerzahlen von 1869 bis 2025 | Pama: Einwohnerzahlen von 1869 bis 2025 | Pama: Einwohnerzahlen von 1869 bis 2025 |
| --------------------------------------------------- | --------------------------------------- | --------------------------------------- | --------------------------------------- | --------------------------------------- |
| Jahr                                                |                                         |                                         |                                         | Einwohner                               |
| 1869                                                | 1869                                    |                                         | 856                                     | 856                                     |
| 1880                                                | 1880                                    |                                         | 974                                     | 974                                     |
| 1890                                                | 1890                                    |                                         | 902                                     | 902                                     |
| 1900                                                | 1900                                    |                                         | 894                                     | 894                                     |
| 1910                                                | 1910                                    |                                         | 1.045                                   | 1.045                                   |
| 1923                                                | 1923                                    |                                         | 1.090                                   | 1.090                                   |
| 1934                                                | 1934                                    |                                         | 1.170                                   | 1.170                                   |
| 1939                                                | 1939                                    |                                         | 1.153                                   | 1.153                                   |
| 1951                                                | 1951                                    |                                         | 1.198                                   | 1.198                                   |
| 1961                                                | 1961                                    |                                         | 986                                     | 986                                     |
| 1971                                                | 1971                                    |                                         | 981                                     | 981                                     |
| 1981                                                | 1981                                    |                                         | 915                                     | 915                                     |
| 1991                                                | 1991                                    |                                         | 977                                     | 977                                     |
| 2001                                                | 2001                                    |                                         | 1.005                                   | 1.005                                   |
| 2011                                                | 2011                                    |                                         | 1.083                                   | 1.083                                   |
| 2021                                                | 2021                                    |                                         | 1.243                                   | 1.243                                   |
| 2025                                                | 2025                                    |                                         | 1.284                                   | 1.284                                   |
| Quelle(n): Statistik Austria, Gebietsstand 1.1.2021 |                                         |                                         |                                         |                                         |

## Kultur und Sehenswürdigkeiten

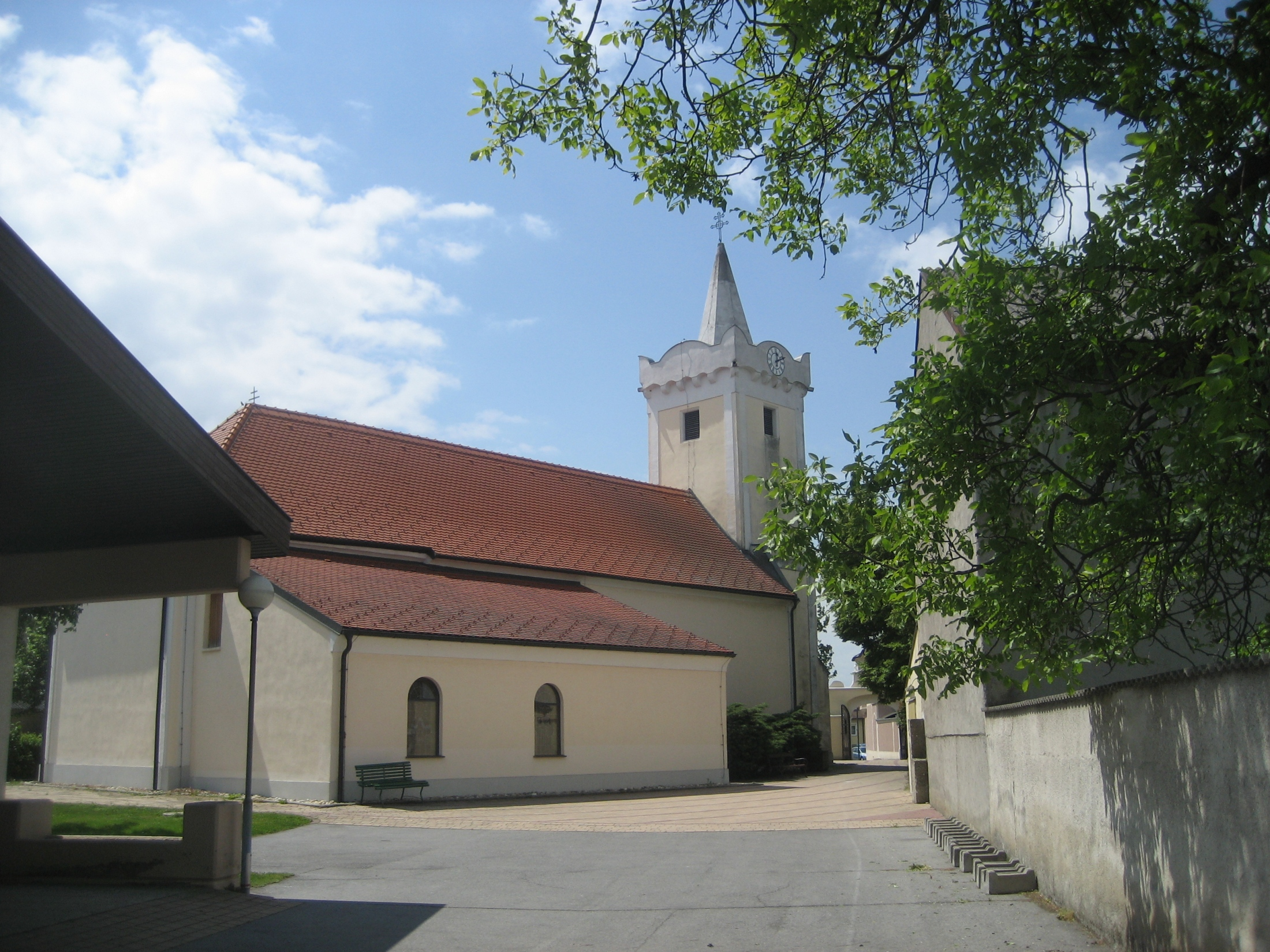
Pfarrkirche Pama

- Pfarrkirche Pama

### Freizeit und Sport
- Reiten: Die Weite der Landschaft lädt zum Reiten ein.
- Radwegnetz: Im Zuge des Ausbaus der Bahnstrecke wurde auch ein ausgedehntes Radwegnetz errichtet.
- Wanderwege: Durch Pama verläuft der Ostösterreichische Grenzlandweg (Österreichischer Weitwanderweg 07, Nebelstein-Bad Radkersburg)
- Fußballplatz: Die Gemeinde verfügt über zwei Fußballplätze.
- Tennisanlage
- Beachvolleyballplatz
- Eislaufplatz: Ein ehemaliger Löschwasserteich wird in den Wintermonaten von den Kindern des Ortes als Eislaufplatz benutzt.
- Turnhalle: Es steht allen Sportbegeisterten seit Dezember 2006 eine Turnhalle zur Verfügung.

### Vereine
Im Ort existieren mehrere Vereine, darunter die Freiwillige Feuerwehr, die Landjugend, eine Tamburica-Gruppe, die Stucknfreunde (Schnellsportart) sowie der VfB (Verein für Bewegung).
Als einer von ganz wenigen Orten im Burgenland gibt es zwei Fußballvereine: SK Pama und UFC Pama.

## Wirtschaft und Infrastruktur

### Verkehr

Haltestelle Pama

Pama/Baumern (Mitte rechts) um 1873 im Aufnahmeblatt der Landesaufnahme (links der Bereich des Militärlagers in Bruck an der Leitha, nur schematisch dargestellt)

- Bahn: In der Gemeinde besteht ein Bahnhof, von dem aus im Stunden-Takt (morgens halbstündlich nach Wien) Züge nach Deutschkreutz und Bratislava verkehren. Der Bahnhof liegt an der Bahnstrecke Parndorf – Kittsee – Bratislava-Petržalka.
- Fahrrad: In der Gemeinde gibt es ein ausgedehntes Radwegnetz.

### Ansässige Unternehmen
In der Gemeinde selbst sind wenige Arbeitsplätze vorhanden (z. B. in einem Betrieb für landwirtschaftliche Produkte, einem Transport- und Schotterei-Betrieb, einer Tischlerei, einem Installateurbetrieb und einem Zimmereibetrieb), sodass der Großteil der arbeitenden Bevölkerung zum Pendeln gezwungen ist, entweder in angrenzende Gemeinden oder nach Wien. Viele Bewohner sind im Nebenerwerb auch als Landwirte tätig.
Im Jahr 2004 wurden in Pama, wie auch in vielen Nachbargemeinden, Windkraftanlagen errichtet.
Es existieren ein Kindergarten und eine Volksschule (beide zweisprachig), eine Musikschule, ein Lebensmittelladen, ein Gasthof, ein Heurigenlokal und eine Bank. Die Postfiliale schloss im Zuge von Einsparungsmaßnahmen, ein Postpartner übernahm deren Aufgaben.

## Politik

### Gemeinderat
Der Gemeinderat umfasst aufgrund der Einwohnerzahl insgesamt 19 Mitglieder.
| Partei          | 2022    | 2022    | 2022    | 2017    | 2017    | 2017    | 2012    | 2012    | 2012    | 2007    | 2007    | 2007    | 2002    | 2002    | 2002    | 1997    | 1997    | 1997    |
| Partei          | Sti.    | %       | M.      | Sti.    | %       | M.      | Sti.    | %       | M.      | Sti.    | %       | M.      | Sti.    | %       | M.      | Sti.    | %       | M.      |
| --------------- | ------- | ------- | ------- | ------- | ------- | ------- | ------- | ------- | ------- | ------- | ------- | ------- | ------- | ------- | ------- | ------- | ------- | ------- |
| ÖVP             | 443     | 43,35   | 8       | 456     | 45,01   | 9       | 435     | 43,81   | 8       | 420     | 41,96   | 8       | 432     | 47,84   | 7       | 389     | 50,39   | 8       |
| SPÖ             | 579     | 56,65   | 11      | 557     | 54,99   | 10      | 558     | 56,19   | 11      | 581     | 58,04   | 11      | 471     | 52,16   | 8       | 383     | 49,61   | 7       |
| Wahlberechtigte | 1224    | 1224    | 1224    | 1163    | 1163    | 1163    | 1150    | 1150    | 1150    | 1116    | 1116    | 1116    | 993     | 993     | 993     | 891     | 891     | 891     |
| Wahlbeteiligung | 86,76 % | 86,76 % | 86,76 % | 89,42 % | 89,42 % | 89,42 % | 91,22 % | 91,22 % | 91,22 % | 92,92 % | 92,92 % | 92,92 % | 94,96 % | 94,96 % | 94,96 % | 93,60 % | 93,60 % | 93,60 % |

### Gemeindevorstand und Gemeinderäte
Neben Bürgermeister Manfred Bugnyar (SPÖ) und Vizebürgermeister Hans-Jürgen Werdenich (ÖVP) gehören weiters Leonhard Dau (SPÖ), Viktoria Potz-Bartolich (ÖVP) und Dennis Steinwandtner (SPÖ) dem Gemeindevorstand an. Umweltgemeinderat ist Johann Toth (SPÖ) und Jugendgemeinderat ist Lukas Segner (SPÖ).

### Bürgermeister
Bürgermeister ist Manfred Bugnyar (SPÖ), der im März 2017 die Nachfolge von Josef Wetzelhofer (SPÖ), der 15 Jahre die Gemeinde führte, antrat. Bugnyar konnte sich in der Bürgermeisterdirektwahl mit 55,74 % gegen Hans-Jürgen Werdenich (ÖVP), der 44,26 % erreichte und nunmehr Vizebürgermeister ist, durchsetzen.
Bei der Bürgermeisterdirektwahl am 2. Oktober 2022 konnte Bugnyar seinen Vorsprung auf Werdenich um 3,31 % der Stimmen ausbauen und wurde mit 59,05 % in seinem Amt bestätigt. Werdenich fiel auf 40,95 % zurück. 
Amtsleiter ist Josef Werdenich.

### Chronik der Bürgermeister
| von                | bis                | Bürgermeister      | Partei        |
| ------------------ | ------------------ | ------------------ | ------------- |
| 1911               | 1923               | Jakob Werdenich    | CS            |
| 1923               | 1927               | Johann Krupicz     | CS            |
| 1927               | 1931               | Georg Waldsich     | CS            |
| 1931               | 1934               | Josef Krist        | CS/VF         |
| 1934               | 1935               | Michael Werdenich  | VF            |
| 1935               | 1938               | Johann Wetzelhofer | VF            |
| 1938               |                    | Matthias Kniefacz  | VF            |
| 1938               |                    | Ludwig Michtner    | NSDAP         |
| 1939               | 1945               | Johann Kochwalter  | NSDAP         |
| 1945               | 1948               | Johann Wetzelhofer | ÖVP           |
| 1948               | 1954               | Johann Pum         | ÖVP           |
| 1954               | 1958               | Johann Krupicz     | ÖVP           |
| 1958               |                    | Matthias Neumann   | SPÖ           |
| 1958               | 1962               | Johann Pum         | Einheitsliste |
| 1962               | 1972               | Matthias Neumann   | SPÖ           |
| 1972               | 1979               | Jakob Szegner      | ÖVP           |
| 1979               | 1996               | Johann Tomaschitz  | ÖVP           |
| 1996               | 2002               | Johann Waldsich    | ÖVP           |
| 2002               | 15. März 2017      | Josef Wetzelhofer  | SPÖ           |
| seit 16. März 2017 | seit 16. März 2017 | Manfred Bugnyar    | SPÖ           |

### Wappen
|  | Blasonierung: Schild geviert, 1. In Rot eine goldene aufrechte Pflugschar, 2. In Gold eine rote sechsstrahlige Sonne, 3. In Gold eine nach links gerichtete rote Sichel, 4. In Rot eine goldene Weintraube. |

Das Gemeindewappen basiert auf einem alten, seit dem 18. Jahrhundert gebrauchten Siegelbild. Pflugschar und Sichel stehen für die Landwirtschaft, welche früher wie heute eine wichtige Rolle in Pama spielt. Die Weintraube soll an die Weinbauern erinnern, die früher in den Weinbergen Edelstals Weinbau betrieben. Die im Wappen abgebildete Sonne symbolisiert Energie.

## Söhne und Töchter der Gemeinde
- Rudolf Buczolich (1934–2015), Schauspieler und Intendant, auch Ehrenbürger der Gemeinde
- Markus Stephan Bugnyár (1975), römisch-katholischer Priester, Rektor des Österreichischen Hospizes zur Heiligen Familie in Jerusalem